# Рејнбоу (Калифорнија)
Рејнбоу (енгл. Rainbow) насељено је место без административног статуса у америчкој савезној држави Калифорнија.

## Демографија
По попису из 2010. године број становника је 1.832, што је 194 (-9,6%) становника мање него 2000. године.
| Група             | 2000.         | 2010.         |
| Белци             | 1.463 (72,2%) | 1.062 (58,0%) |
| Афроамериканци    | 3 (0,1%)      | 19 (1,0%)     |
| Азијати           | 49 (2,4%)     | 43 (2,3%)     |
| Хиспаноамериканци | 442 (21,8%)   | 665 (36,3%)   |
| Укупно            | 2.026         | 1.832         |